# Fer bimaculiformis
Fer bimaculiformis är en insektsart som beskrevs av You, Q. och T. Li 1983. Fer bimaculiformis ingår i släktet Fer och familjen gräshoppor. Inga underarter finns listade i Catalogue of Life.